# Zentralamerika- und Karibikspiele 1962
Die 9. Zentralamerika- und Karibikspiele fanden vom 11. bis 25. August 1962 in der jamaikanischen Hauptstadt Kingston statt. Fünf Tage vor ihrer Eröffnungsfeier hatte der Inselstaat Jamaika seine Unabhängigkeit vom Vereinigten Königreich erlangt. Präsident des Organisationskomitees war Herbert Macdonald, der 1930 als Tennisspieler selber an den Spielen teilgenommen hatte.
Mexiko war die erfolgreichste Nation mit 37 Goldmedaillen vor Venezuela, dessen Sportler 15 Mal Gold gewannen.

## Teilnehmende Nationen
15 Länder mit insgesamt 1559 Athleten nahmen an den Zentralamerika- und Karibikspielen teil. Die Bahamas und Barbados gaben ihr Debüt.
| - Bahamas - Barbados - Britisch-Guayana - Dominikanische Republik - El Salvador | - Guatemala - Jamaika - Kolumbien - Kuba - Mexiko | - Niederländische Antillen - Panama - Puerto Rico - Trinidad und Tobago - Venezuela |

## Sportarten
Bei den Zentralamerika- und Karibikspielen waren 16 Sportarten im Programm. Reiten und Turnen, beide 1959 noch im Programm, waren nicht mehr Teil der Spiele. Erstmals wurden Wettbewerbe im Segeln ausgetragen.
| - Baseball - Basketball - Boxen - Fechten - Fußball - Gewichtheben | - Leichtathletik - Radsport - Ringen - Segeln - Schießen | - Schwimmen - Tennis - Volleyball - Wasserball - Wasserspringen |

Fett markierte Links führen zu den detaillierten Ergebnissen der Spiele

## Medaillenspiegel
| Platz | Land                     | Gold | Silber | Bronze | Gesamt |
| ----- | ------------------------ | ---- | ------ | ------ | ------ |
| 01    | Mexiko                   | 37   | 25     | 27     | 89     |
| 02    | Venezuela                | 15   | 27     | 15     | 57     |
| 03    | Kuba                     | 12   | 11     | 13     | 36     |
| 04    | Puerto Rico              | 11   | 14     | 13     | 38     |
| 05    | Kolumbien                | 10   | 4      | 11     | 25     |
| 06    | Jamaika                  | 8    | 7      | 8      | 23     |
| 07    | Trinidad und Tobago      | 4    | 4      | 7      | 15     |
| 08    | Niederländische Antillen | 4    | 3      | 2      | 9      |
| 09    | Bahamas                  | 4    | 1      | 1      | 6      |
| 10    | Panama                   | 3    | 7      | 4      | 14     |
| 11    | Dominikanische Republik  | 2    | 1      | 2      | 5      |
| 12    | Britisch-Guayana         | 1    | 3      | 2      | 6      |
| 13    | Guatemala                | 1    | 2      | 2      | 5      |
| 14    | El Salvador              | —    | 2      | 3      | 5      |
| 15    | Barbados                 | —    | 1      | 2      | 3      |